# Östra Knävatten
Östra Knävatten är en sjö i Munkedals kommun i Bohuslän och ingår i Örekilsälvens huvudavrinningsområde. Sjön är 4,1 meter djup, har en yta på 0,01 kvadratkilometer och befinner sig 163,5 meter över havet.